# 후쿠시마 민우
후쿠시마 민우（福島民友）는 후쿠시마현에서 발행되는 현급 지방 신문이다. 요미우리 신문과 협력 관계에 있다. 1895년 5월 20일에 「후쿠시마 실업신문」 명의로 창간, 1899년 11월 25일부터 현재의 명칭으로 변경하여 발행되고 있다. 1905년부터는 영문 페이지를 개설하기도 하였다.
2004년부터 후쿠시마시 본사에서 종이 생산이 이루어졌으며 인쇄는 코리야마시로 이전되었다. 고리야마시에 있는 공장은 요미우리 신문과 후쿠시마현 및 야마가타현에 발행되는 스포츠 신문도 인쇄하기로 하였다.
2014년 일본 공산당의 조사에서 집단적 자위권에 대한 지방지 43 종류 중 긍정적인 주장을 전개하고 있는 3개 언론 중의 하나로 밝혀졌다. 다른 두 언론사는 도야마현의 도야마 신문, 이시카와현의 홋코쿠 신문이다. 